# Compress
compress – uniksowy program kompresujący wykorzystujący wariant algorytmu kompresji LZW nazywany LZC. Tworzy pliki z rozszerzeniem .Z i może być używany jako kompresor w programie tar.
Program został napisany i opublikowany (w formie źródeł) w 1984 roku, po ukazaniu się opisu metody LZW w czasopiśmie specjalistycznym. Autor LZW, Terry Welch, nie wspomniał jednak w artykule o swoim wniosku patentowym na algorytm. W kolejnym roku otrzymał patent, co spowodowało wycofanie z użycia programu compress, jako że metoda LZC jest tylko specyficzną odmianą LZW. Patent wygasł w 2003 roku, źródła programu jak i sam program są obecnie dostępne m.in. w systemie GNU/Linux.